# Plagyostila
Plagyostila là một chi ốc biển nhỏ, là động vật thân mềm chân bụng sống ở biển trong họ Rissoidae.

## Các loài
Các loài trong chi Plagyostila gồm có:
- Plagyostila asturiana Fischer P. in de Folin, 1872[2]
- Plagyostila senegalensis Rolán & Pelorce, 2002[3]